# Zanskar

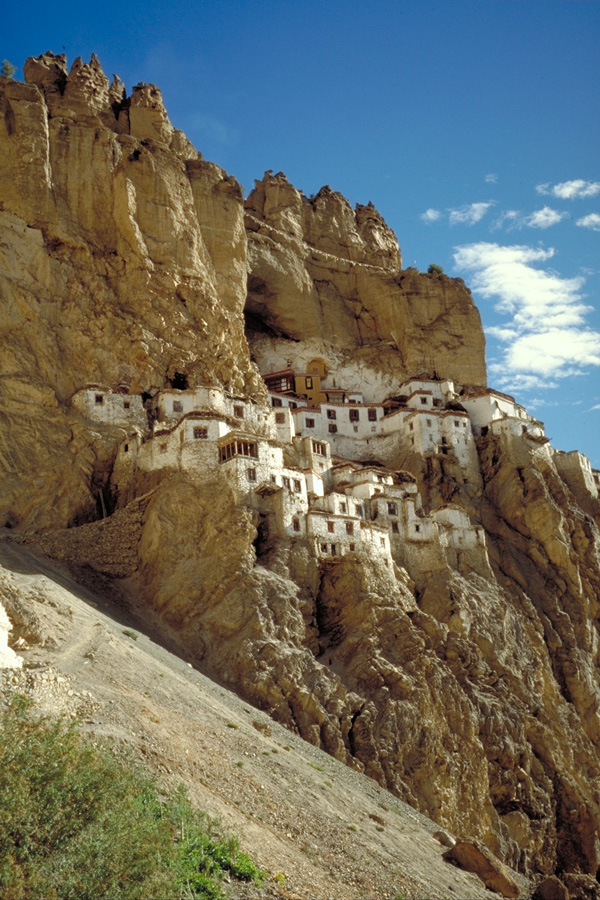
Il Monastero di Phugtal nello Zanskar sud orientale

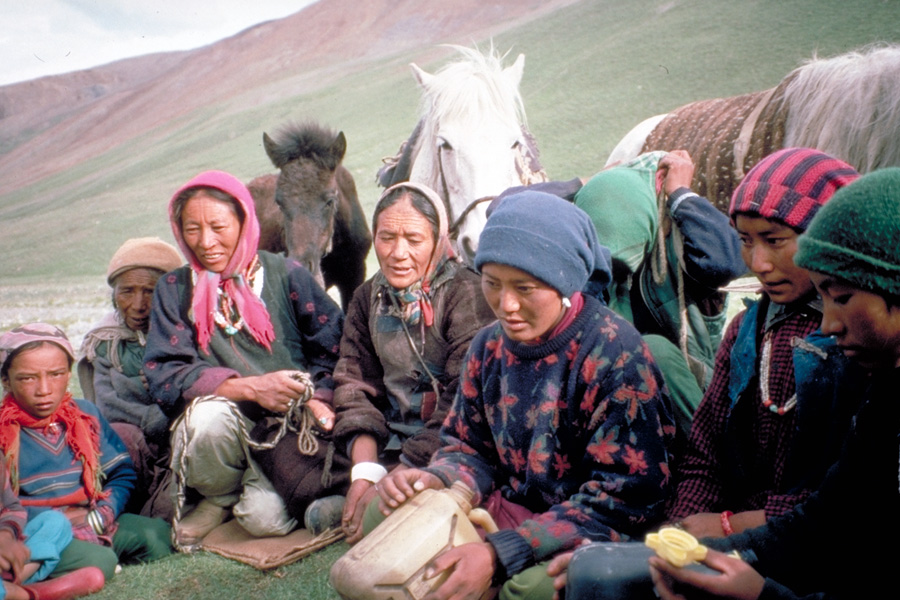
Donne e bambini Zanskari

Zanskar (Ladakhi: ཟངས་དཀར་) è un tehsil del distretto di Kargil, che si trova nel territorio del Ladakh, in India.
Il centro amministrativo è Padum. Zanskar, insieme con la regione del Ladakh, fu brevemente una parte del regno di Guge nel Tibet occidentale.
Geologicamente, la catena di Zanskar fa parte della Tethys Himalaya.
La sua parte orientale è conosciuta come Rupshu.
Separa anche il Distretto di Kinnaur dallo Spiti nel Himachal Pradesh.

## Clima
Il clima è piuttosto freddo, con temperature estive che variano dai 20 °C ai 25 °C di giorno e dai 12 °C ai 15 °C di notte.